# Konami Wai Wai World
Konami Wai Wai World (コナミワイワイワールド?), "wai wai" siendo una onomatopeya japonesa para el ruido de una multitud, es un videojuego de plataformas lateral que tiene como protagonistas a varios personajes de distintos juegos de la compañía Konami a modo de crossover entre distintas series. Fue desarrollado y publicado por Konami en enero del año 1988 para Famicom y una versión reeditada fue publicada en el 2006 para teléfonos celulares. Ambas versiones salieron solamente en Japón.

## Información general
Konami Wai Wai World se destaca por ser uno de los más antiguos crossovers entre series de videojuegos. Aunque en la actualidad son muy comunes las reuniones entre personajes, en el año 1988, cuando este juego fue lanzado, era un concepto todavía muy innovador. La compañía Konami escogió a seis personajes principales de sus juegos más reconocidos para protagonizar esta aventura y además incluyó a dos personajes originales para representar a los personajes iniciales, estos fueron Konami Man y Konami Lady. Extrañamente, entre estos personajes se encuentran Mikey y King Kong, los cuales no son creaciones de Konami, sino que son personajes de películas de los cuales la compañía poseía las licencias para realizar los videojuegos. 
Wai Wai World resultó ser un atípico juego de plataformas con vista lateral que incluye una opción para dos jugadores en modo cooperativo. El juego empieza con una pantalla de selección de niveles, pero sin embargo, pronto el jugador descubre que en la mayoría de los niveles se llega a un punto en donde no se puede avanzar, debido a que el juego está diseñado para que ciertos niveles solo puedan ser completados con personajes específicos. El jugador inicia solo con Konami Man y Konami Lady, y su objetivo es rescatar a un personaje capturado en cada nivel. La principal característica del juego es la habilidad del jugador de cambiar entre sus personajes cuando lo desee, por lo que cuando se rescata a un personaje, este de inmediato se vuelve un miembro seleccionable del equipo con sus propias habilidades útiles, pero también con desventajas. 
Cada uno de los seis niveles está basado en un juego distinto de Konami, que coincide con el personaje capturado en él. Por ejemplo, el nivel de Mikey es en el barco y las cuevas de The Goonies, mientras que el nivel de Simon es en el Castillo de Drácula de Castlevania. Además de que cada escenario tiene un aspecto único, se destaca que el repertorio de enemigos es diferente para cada nivel, contribuyendo a la sensación de estar metiéndose en distintos juegos de Konami. La música de fondo se corresponde con el personaje que está utilizando el jugador, por lo que se pueden escuchar los temas clásicos de numerosos videojuegos.

### Personajes Jugables
| Personaje             | Descripción |
| --------------------- | --- |
| Konami Man            | El superhéroe del Mundo Konami, es seleccionable desde el inicio. Su ataque es un corto puñetazo y su habilidad especial es una pistola, también puede conseguir la super capa que le permite volar libremente. Este personaje aparece por primera vez como protagonista, aunque ya había salido en pequeños cameos en otros juegos de Konami.                                          |
| Konami Lady           | Una androide creada por el Dr. Cinnamon para asistir a Konami Man, es seleccionable desde el inicio. Su ataque son rápidas patadas y su arma especial es una pistola de calor que atraviesa a los enemigos, también puede usar la súper capa para volar. Este es el primer juego en donde aparece Konami Lady y el único en donde es un personaje controlable.                          |
| Goemon                | El protagonista de la extensa saga Ganbare Goemon, es un ninja ladrón que vive en el Japón medieval. Su ataque de pipa permite detener a enemigos que se aproximan desde arriba y su habilidad especial es arrojar monedas doradas. Es el único personaje que puede abrir los cofres del tesoro que aparecen en varios lugares del juego y otorgan corazones.                           |
| Simon Belmont         | Un legendario cazador de vampiros que protagoniza varios títulos de la saga Castlevania. Ataca usando su extenso látigo, que tiene el mejor alcance de todos los personajes, su ataque especial es la Cruz Boomerang que puede golpear varias veces a un enemigo, aunque quita muchas municiones.                                                                                       |
| Michael "Mikey" Walsh | El joven protagonista del videojuego The Goonies. Mikey ataca dando cortas patadas y su habilidad especial es una resortera. Su pequeño tamaño lo hace necesario para entrar en los estrechos túneles del nivel de "la ciudad". |
| Kong                  | El más famoso monstruo del cine, la versión que aparece aquí está tomada del juego King Kong 2: Ikari no Megaton Punch, de Konami. Es el más grande y fuerte de los personajes, ideal para acabar en pocos golpes a los enemigos con sus puñetazos, su ataque especial le permite lanzar rocas. Se destaca además por tener el salto más alto, que resulta necesario en algunas partes. |
| Getsu Fūma            | Un guerrero ninja perteneciente al Japón mitológico que protagoniza el juego Getsu Fuma Den. Su ataque son rápidos cortes de su sable, además tiene como arma especial el disparo de estrellas que arroja tres proyectiles a la vez. Se destaca por su capacidad para romper bloques, que abre zonas normalmente inaccesibles del juego.                                                |
| Moai Alexandria       | Este gigantesca cabeza de piedra es un clásico enemigo de la saga Gradius, aunque aquí por primera vez aparece como un personaje controlable. Moai tiene un gran tamaño y ataca pegando fuertes cabezazos que pueden romper bloques, su habilidad especial es el disparo de anillos. |
| Upa                   | Un adorable príncipe bebe, protagonista del juego Bio Miracle Bokutte Upa. Aparece solamente en la versión para celular en reemplazo de Mikey y mantiene sus cualidades. Sus ataques son los golpes del sonajero mágico. |
| Pentarou              | Un enorme y gordo pingüino que aparecía como la estrella del antiguo videojuego Antarctic Adventure. Aparece solamente en la versión para celular en reemplazo de King Kong y mantiene sus cualidades. Ataca dando golpes con su aleta y su arma especial son los bloques de hielo. |
| Vic Viper             | La nave espacial que sale en todos los juegos de la saga Gradius. Es seleccionable en la fase de naves del nivel final. Aparecen sus habilidades de Láser, Misiles, Barrera y Option. |
| Twinbee               | Una de las naves principales de la saga TwinBee. Es seleccionable en la fase de naves del nivel final. Posee las habilidades de Disparo triple, Asistente, Puño de boxeo y Láser de ondas. |

## Argumento
Un villano llamado Waldar llega desde el espacio para conquistar el Mundo Konami. El Dr. Cinnamon pide ayuda a los héroes de Konami pero solo Konami Man responde y le informa que todos los demás héroes han sido capturados. El Dr. Cinnamon reúne a Konami Man en su laboratorio, que se convierte en base de operaciones y le presenta además a su nueva androide, Konami Lady que lo ayudará a combatir el mal. La misión de ambos héroes es buscar y liberar a los seis héroes de Konami que fueron capturados para unirse y enfrentar al villano Waldar. 

## Jefes
- Una rana gigante de un ojo, que se encuentra en la etapa de Castlevania.

- Kong Robot Kong Gigante, que se encuentra en la etapa de King Kong.
  - El Tiburón Gigante, que se encuentra en la etapa de Antarctic Adventure.

- El Esqueleto de Dragón, que se encuentra en la etapa de Getsu fuma Den.

- Jefe gigante Moai, que se encuentra en la etapa de Moai Kun.

- A la cabeza de una mujer, se encuentra en la cabeza en la etapa de Shoot'em up.

- Cabeza Alienígena gigante, que se encuentra en la cabeza de una mujer en la etapa de shoot'em up.

## Minijuegos
Existen tres minijuegos de azar que se encuentran solamente en los niveles de La Cueva del Tesoro y el Castillo Japonés al ingresar en las puertas que aparecen allí. 
- Juego de dados: En este riesgoso juego debes escoger si el número sorteado será par o impar. Si ganas, tus municiones se duplicarán, pero si pierdes se reducirán a la mitad.
- Juego de naipes: Aquí se te dará la opción de escoger dos de cinco naipes y tienes que tratar que estos coincidan. Si ganas se te recargará toda la vida, pero si pierdes te quitarán un poco de tu barra de vida.
- Máquina tragamonedas: Un típico tragamonedas en donde debes lograr que salgan tres símbolos iguales, cada intento vale 10 municiones. Si ganas, todos los personajes revivirán y tendrán la salud al máximo, aunque la probabilidad de éxito es muy baja.

## Curiosidades
- El científico que ayuda a los jugadores es el Dr. Cinnamon, un personaje importante de la saga TwinBee creador de las naves de esa serie.
- La gigantesca computadora del inicio del juego se llama Dirty 005.
- El pingüino que teletransporta a los jugadores es Pentarou, de la saga Parodius. También se remplaza a Hanako de Penguin Adventure, reaparece en el celular.[cita requerida]
- El siniestro científico que revive a los jugadores es el Dr. Simon, este es el hermano gemelo del Dr. Cinammon y luce como un gemelo malvado del mismo.
- En el episodio #4 de GameCenter CX (conocido como "Retro Game Master" fuera de Japón), el juego de mismo nombre quien lo gane.